# Berk Atan
Berk Atan (Esmirna, 26 de septiembre de 1991) es un actor y modelo turco. 

## Trayectoria
En 2012 ganó el concurso Mejor Modelo de Turquía. Estudia actuación en la Facultad de Bellas Artes de la Universidad de Beykent.
En el Mejor Modelo de Turquía de 2011 fue elegido como una de las "Mejores Promesas". 
Su debut como actor lo realizó en la serie Her Şey Yolunda interpretando a Selçuk Demircioğlu. Desde ese momento ha participado en las series Güneşin Kızları y Cennet'in Gözyaşları en el papel de Savaş y Selim respectivamente.  

## Filmografía
| Televisión | Televisión           | Televisión               | Televisión      |
| Año        | Título               | Papel                    | Notas           |
| ---------- | -------------------- | ------------------------ | --------------- |
| 2013       | Her Şey Yolunda      | Selçuk Demircioğlu       | Papel principal |
| 2013       | Altındağlı           | Pamir                    | Papel principal |
| 2015       | Güneşin Kızları      | Savaş Mertoğlu           | Papel principal |
| 2017       | Dayan Yüreğim        | Atıf Sinan Şanal         | Papel principal |
| 2017-2018  | Cennet'in Gözyaşları | Selim Arisoy / Ali Demir | Papel principal |